# Клюйверт, Рюбен
Рюбен Кейн Клюйверт (нидерл. Ruben Caine Kluivert; род. 21 мая 2001, Амстердам) — нидерландский футболист, защитник французского клуба «Олимпик Лион». Сын футболиста и тренера Патрика Клюйверта.

## Клубная карьера
Клюйверт — воспитанник клубов АФК и «Утрехт». В 2020 году в поединке против «Камбюра» Рюбен дебютировал в Эрстедивизи за дублёров последнего. 11 мая 2022 года в матче против АЗ он дебютировал в Эредивизи.
1 сентября 2023 года перешёл в «Дордрехт», подписав двухлетний контракт. 
Летом 2024 года перешёл в португальский клуб «Каза Пия». 
25 июля 2025 года перешёл во французский клуб «Олимпик Лион». 